# Automatic Acoustic Management
Pour les articles homonymes, voir AAM.
L’Automatic Acoustic Management (sigle : AAM) est une fonctionnalité disponible sur les disques durs modernes[Quand ?], permettant de réduire le bruit en fonctionnement. Actuellement[Quand ?], cette fonction est toujours active sur les disques durs récents[Quand ?] (pas les SSD), mais son action est attribuée par un nombre[réf. nécessaire].
On dit[Qui ?] que l'AAM à 254 est « désactivé » (mode performance) et « activé » à 128 (mode silence).
Cette fonction permet de réduire le bruit produit par le disque, au détriment d'une légère perte de performance.
Les disques du fabricant Seagate intègrent désormais[Quand ?] l'AAM.
L'AAM doit donc souvent être activé par l'utilisateur final, à l'aide d'un logiciel. Les utilitaires existants supportent normalement tous les modèles de disque dur, et l'outil de Hitachi est souvent utilisé.